# La Française et l'Amour
Pour plus de détails, voir Fiche technique et Distribution.
La Française et l'Amour est un film à sketches français, sorti en 1960.

## Thème conducteur
Le film est constitué de sept tableaux réalisés par sept réalisateurs français, qui résument les étapes amoureuses des femmes françaises dans les années 1960 :
1. L'Enfance d'Henri Decoin ;
2. L'Adolescence de Jean Delannoy ;
3. La Virginité de Michel Boisrond ;
4. Le Mariage de René Clair ;
5. L'Adultère d'Henri Verneuil ;
6. Le Divorce de Christian-Jaque ;
7. La Femme seule de Jean-Paul Le Chanois.

Jacques Bernard est le narrateur qui assure la continuité des sketches.

## Fiche technique globale
- Photographie : Robert Lefebvre
- Cadrage : Roger Delpuech
- Son : Jacques Lebreton
- Maquillages : Odette et Pierre Berroyer
- Décors : Lucien Aguettand
- Collaboration artistique : Jacques Rémy
- Animation : Jean Jabely
- Photographe de plateau : Walter Limot
- Régie : Paul Dufour
- Pays de production :  France
- Langue de tournage : français
- Producteur : Robert Woog
- Directeur de production : Hugo Benedek
- Sociétés de production : Les Films Metzger et Woog (France), Paris-Élysée Films (France), Unidex (France)
- Distributeur d'origine : Unidex
- Format : noir et blanc — 35 mm — 1,33:1 — son monophonique
- Genre : comédie dramatique, film à sketches
- Durée totale : 137 minutes
- Date de sortie : 
  - France : 16 septembre 1960
- Affiche : Jean Mascii (France)

## 1.L'Enfance

### Synopsis
Gisèle Bazouche, âgée de 9 ans, demande à ses parents « comment viennent les enfants ». Ne sachant que lui répondre, ceux-ci, concierges d’un immeuble parisien, sollicitent l’aide de plusieurs locataires : une prostituée, un colonel et un enseignant.

### Fiche technique
- Réalisation : Henri Decoin
- Scénario : Félicien Marceau
- Dialogues : Félicien Marceau
- Assistant-réalisation : Pierre Pelegri
- Musique : Joseph Kosma
- Montage : Claude Durand
- Scripte : Claude Vériat

### Distribution
- Pierre-Jean Vaillard : Eugène Bazouche
- Jacqueline Porel : Mme Bazouche
- Darry Cowl : le professeur Dufieux
- Noël Roquevert : le colonel Chappe, un locataire
- Jacques Duby : Victor
- Paulette Dubost : Mme Tronche, une locataire
- Micheline Dax : Lulu, la locataire prostituée
- Martine Lambert : Gisèle, la petite fille
- Bibi Morat : Jaja, le petit garçon
- Brigitte Barbier
- Pierre Paulet

## 2.L'Adolescence

### Synopsis
Bichette Martin ressent ses premiers émois d’adolescente. Effarouchée devant le médecin de famille appelé en renfort, elle l'est ensuite beaucoup moins sur la plage. Ses parents ne savent pas quoi faire pour l'empêcher d'embrasser les garçons. Dans le même temps, elle rêve du prince charmant, sous les formes les plus modernes.

### Fiche technique
- Réalisation : Jean Delannoy
- Scénario et dialogues : Louise de Vilmorin et Jacques Robert
- Assistant-réalisation : Alain Boudet
- Musique : Paul Misraki
- Montage : Henri Taverna
- Scripte : Annie Rozier

### Distribution
- Sophie Desmarets : Lucienne Martin, la mère
- Pierre Mondy : Édouard Martin, le père
- Annie Sinigalia : Bichette Martin, la fille
- Roger Pierre : le prince charmant
- François Nocher : Jacques
- Pierre-Louis : le médecin
- Simone Paris : la dame à la soirée
- Jean Desailly : la voix du speaker

## 3.La Virginité

### Synopsis
La jeune Ginette est fiancée à François. Ce dernier est contrarié, car Ginette, toujours vierge, voudrait attendre d’être mariée pour passer à l’acte. Les tourtereaux décident finalement de consommer à l’issue d’une sortie en boîte.

### Fiche technique
- Réalisation : Michel Boisrond
- Scénario : Annette Wademant
- Dialogues : Annette Wademant
- Assistant-réalisation : Alain Gouze
- Musique : Jean Constantin
- Montage : Henri Taverna
- Scripte : Annie Rozier

### Distribution
- Valérie Lagrange : Ginette
- Pierre Michael : François
- Nicole Chollet : la mère de Ginette
- Marie-Thérèse Orain : une coiffeuse
- Joëlle Latour : une coiffeuse
- Charles Bouillaud : l'hôtelier
- Pascal Mazzotti : le coiffeur
- Paul Bonifas : le père de Ginette

## 4.Le Mariage

### Synopsis
Dans le train qui les emmène en voyage de noces, les jeunes mariés Line et Charles commencent à se chamailler pour des peccadilles et se font des scènes de jalousie à cause du moindre regard ou sourire échangé avec d’autres passagers.

### Fiche technique
- Réalisation : René Clair
- Scénario : René Clair
- Dialogues : René Clair
- Assistant-réalisation : Pierre Blondy
- Musique : Jacques Météhen
- Montage : Louisette Hautecoeur
- Scripte : Annie Rozier

### Distribution
- Claude Rich : Charles, le marié
- Marie-José Nat : Line, la mariée
- Yves Robert : le moustachu
- Jacques Fabbri : le porteur SNCF
- Jacques Marin : le contrôleur SNCF
- Liliane Patrick : la dame à la cigarette
- Albert Michel : le prêtre dans le train
- Alain Bouvette : le photographe
- Édouard Francomme : le voyageur barbu
- Yves-Marie Maurin

## 5.L'Adultère

### Synopsis
Nicole déchante à côté de son mari Jean-Claude, un homme imbu de sa personne. Elle commence à flirter avec Gilles, un jeune dragueur. Jean-Claude découvre par hasard leur relation et va y mettre fin tout en continuant à entretenir ses discrètes relations adultères...

### Fiche technique
- Réalisation : Henri Verneuil
- Scénario : France Roche
- Dialogues : Michel Audiard
- Assistant-réalisation : Jean Becker
- Musique : Norbert Glanzberg
- Montage : Boris Lewin
- Scripte : Claude Vériat

### Distribution
- Dany Robin : Nicole
- Paul Meurisse : Jean-Claude
- Jean-Paul Belmondo : Gilles
- Claude Piéplu : M. Berton-Marsac, homme d'affaires
- Bernard Musson : le serveur
- Alice Kessler : une maîtresse de Jean-Claude
- Ellen Kessler : une maîtresse de Jean-Claude
- Lucien Guervil

## 6.Le Divorce

### Synopsis
Danielle et Michel divorcent en se promettant de rester en bons termes. Leurs avocats et la famille vont se charger de leur créer des griefs et transformer leur relation en luttes intestines.

### Fiche technique
- Réalisation : Christian-Jaque
- Scénario : Charles Spaak
- Dialogues : Charles Spaak
- Assistant-réalisation : Raymond Villette
- Musique : Henri Crolla
- Montage : Jacques Desagneaux
- Scripte : Simone Bourdarias

### Distribution
- François Périer : Michel
- Annie Girardot : Danielle
- Denise Grey : la mère de Danielle
- Jean Poiret : un avocat
- Michel Serrault : un avocat
- Francis Blanche : le juge Marceroux
- Alfred Adam : l'ami de Michel
- Georges Chamarat : le juge

## 7.La Femme seule

### Synopsis
Un escroc, Désiré, use de ses talents de séducteur pour dépouiller trois femmes esseulées.

### Fiche technique
- Réalisation : Jean-Paul Le Chanois
- Adaptation : Jean-Paul Le Chanois, d’après l’œuvre de Marcel Aymé
- Dialogues : Jean-Paul Le Chanois
- Assistant-réalisation : Maud Linder
- Musique : Georges Delerue (crédité Georges Delrue)
- Montage : Emma Le Chanois, Henri Taverna
- Scripte : Jeanne Vilardebo

### Distribution
- Robert Lamoureux : Désiré
- Martine Carol : Éliane
- Silvia Monfort : Gilberte
- Simone Renant : l'avocate
- Robert Rollis : le joueur de ping-pong
- Suzanne Nivette : Mlle Mangebois
- Paul Villé : le président du tribunal
- Guy Henry
- Yves-Marie Maurin

## Accueil
Le film connut à l'époque un succès public, réalisant 3 056 736 entrées France.
Pour Jean de Baroncelli, « deux [sketches paraissent] particulièrement réussis : celui traité par René Clair (le mariage), ciselé, troussé, enlevé de main de maître, et celui réalisé par Henri Verneuil (l'adultère), qui doit beaucoup de son piquant à l'éblouissante interprétation de Paul Meurisse, Jean-Paul Belmondo et Dany Robin ».
Si la critique de l'époque — dubitative sur l'intérêt de fonder le film sur une enquête d'opinion — est assez positive, et malgré « la pléiade de comédiens et de comédiennes que les spectateurs seront heureux de trouver réunis », le recul fait juger le film plus mollement par les internautes, qui le notent en moyenne 2,9/5 sur Allociné et 5/9 sur Sens critique.

## Autour du film
Le film naît de la volonté du producteur Robert Woog et du scénariste Jacques Rémy, qui projettent un film sur le comportement de la Française en amour, et sollicitent pour cela l'Institut français d'opinion publique (crédité « IFOB » dans le film) : une enquête est menée auprès de mille cinquante femmes de 15 à 50 ans sur sept thèmes : enfance et éveil de la curiosité sexuelle ; adolescence ; virginité à préserver ou non ; mariage ; adultère ; divorce ; solitude vécue par beaucoup de femmes. Les sept sketches sont l'illustration cinématographique des sept chapitres de cette étude. C'est la raison pour laquelle le texte de liaison entre les tableaux revient à plusieurs reprises sur la vision statistique du sujet.